# Крка (национальный парк)
Крка (хорв. Krka) — национальный парк в Хорватии.
Расположен в средней Далмации, в долине реки Крки, между городами Книн и Шибеник.

## Общие сведения
Площадь национального парка — 109 км². Территория парка располагается вдоль долины Крки, лишь в двух местах в южной части парка граница парка отходит на несколько километров от реки — в сторону города Скрадин и вдоль притока Крки — Чиколы.
Крка провозглашён национальным парком в 1985 г.
На реке в черте Национального парка расположены семь больших каскадов водопадов с суммарным падением 242 м.

## Флора и фауна
Флора парка насчитывает более 860 видов, среди них несколько эндемиков.
В водах Крки насчитывается 18 видов рыб, из которых 10 эндемичны.
В парке обитает множество птиц, кроме того через парк Крка проходит большое число маршрутов весенних и осенних миграций перелётных птиц, что придаёт ему большое значение для орнитологов.

## Интересные места
- Водопады — семь живописных каскадов, расположенных вдоль всей реки. Самым большим и известным является нижний — Скрадинский бук (Skradinski Buk).
  - Билушича Бук (Bilušića Buk) — 22 метра
  - Брлян (Brljan) — 15 метров
  - Манойловац (Manojlovac) — перепад 60 метров, в том числе основной водопад — 32 метра
  - Рошняк (Rošnjak) — 8 метров
  - Миляцка Слап (Miljacka Slap) — 24 метра
  - Рошки Слап (Roški Slap) — основной водопад — 22,5 метра
  - Скрадинский бук (Skradinski Buk) — 46 метров.
- Францисканский монастырь Висовац — расположен на островке Висовац посреди Крки. Основан августинцами в XIV веке. В 1445 г. монастырь перешёл к францисканцам и был ими расширен и перестроен.
- Сербский православный монастырь Крка — основан в XIV веке. В ходе истории несколько раз разрушался, в XVII веке был разрушен турками почти до основания. Последний раз ущерб ему был нанесён в 1995 г. во время войны в Югославии. В 2001 г. монастырь был отреставрирован.
- Этнографический музей — рядом с водопадом Скрадинский бук. Помимо прочего, экспонируются водяные мельницы и своеобразная «стиральная машина», работающая на энергии водопада.

## Галерея

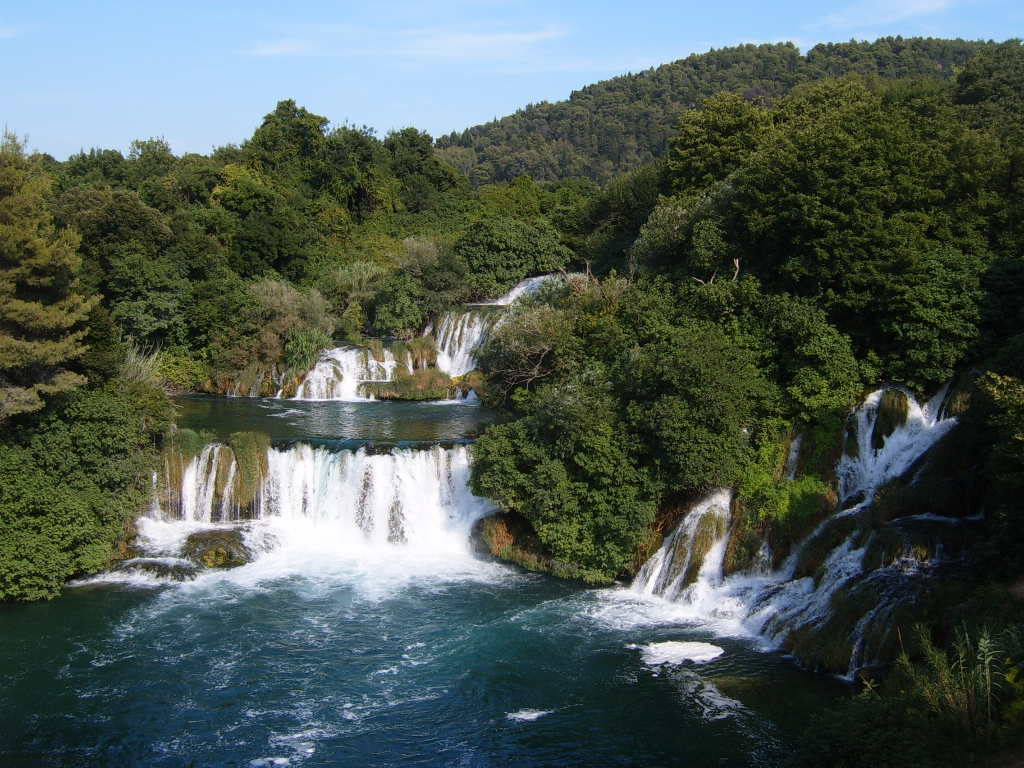
Скрадинский бук
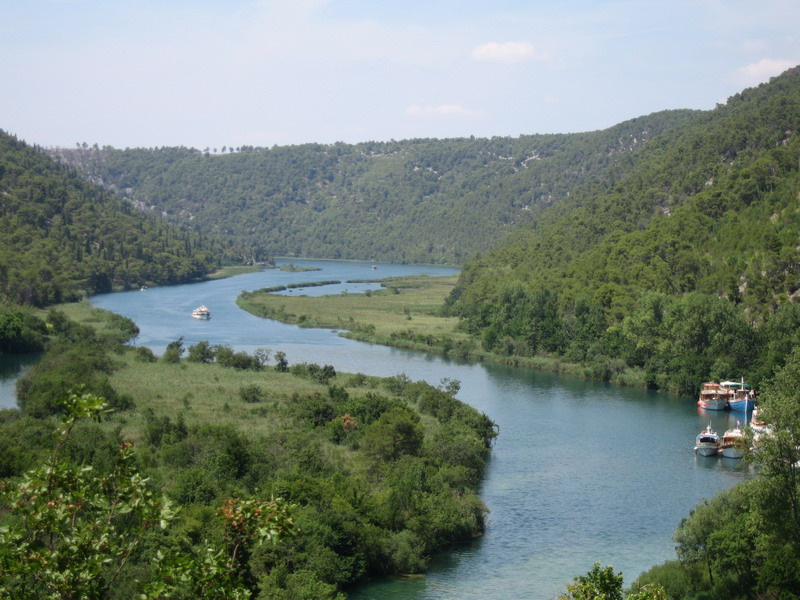
Долина реки Крки
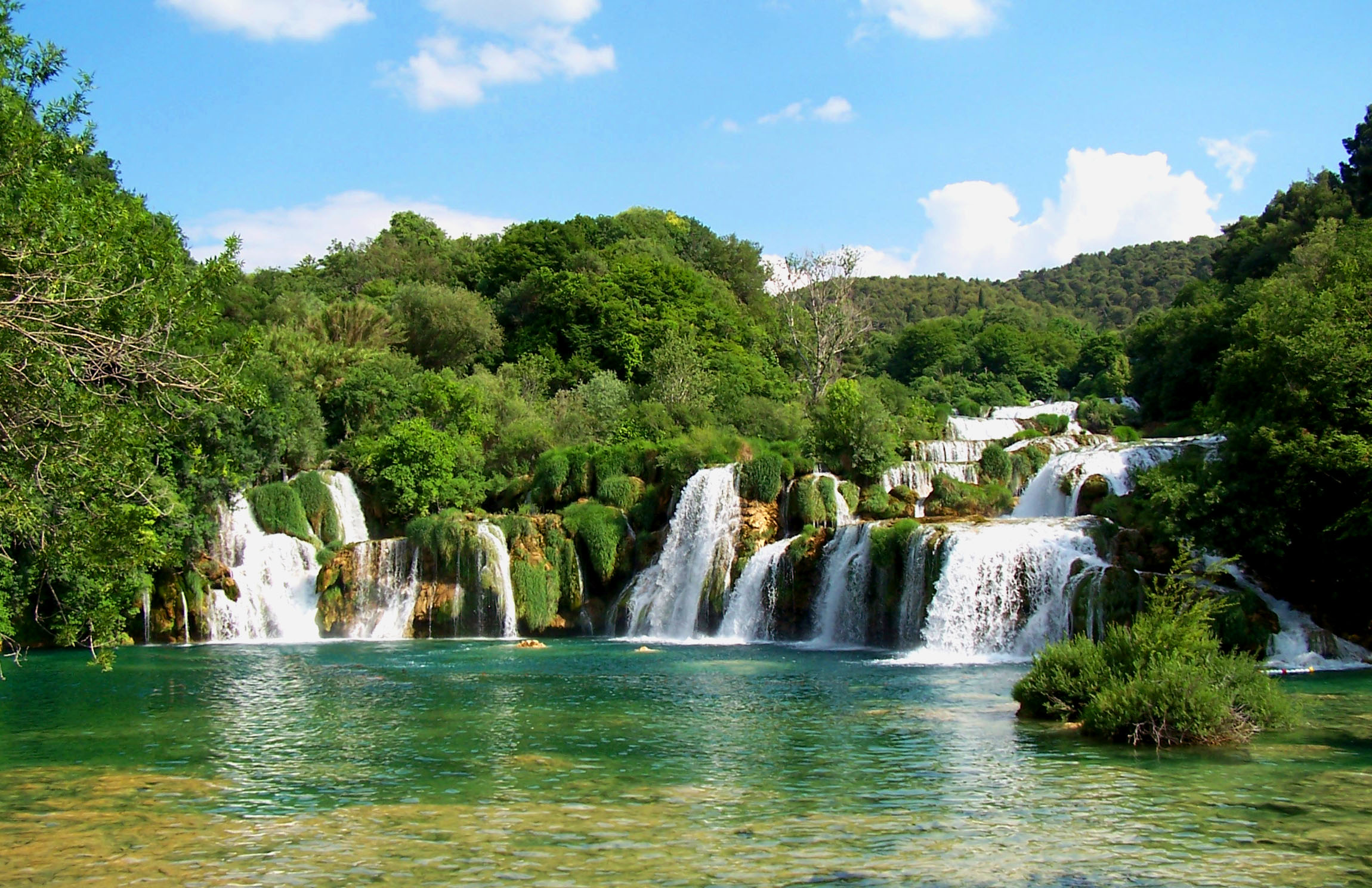
Водопады Крка летом
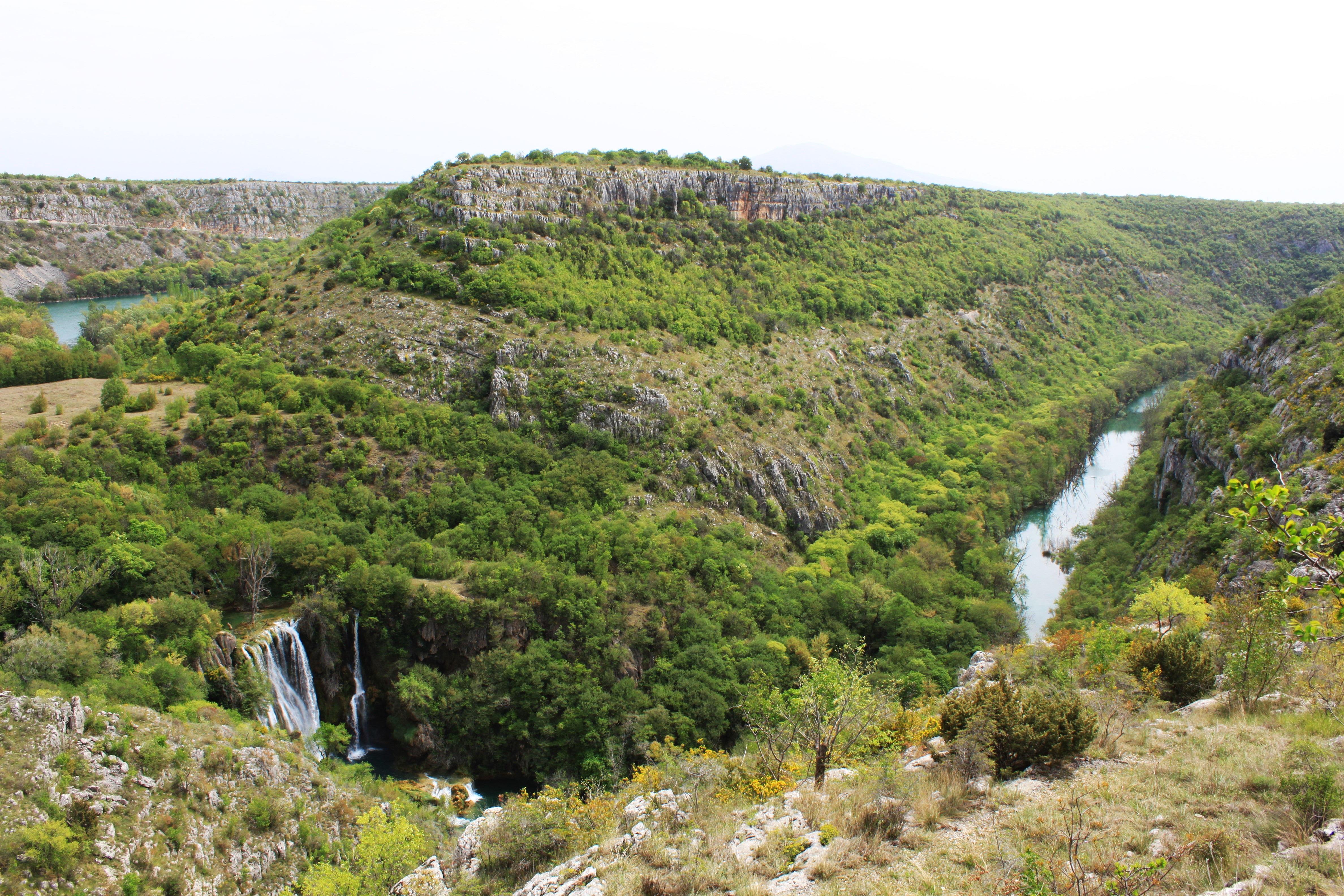
Национальный парк Крка